# Атлас (река)
Атлас — река в России, протекает в Прилузском районе Республике Коми. Устье реки находится в 0,3 км по левому берегу реки Кортъю. Длина реки составляет 15 км. Река начинается на севере обширного болота Дёб, течёт по лесной, ненаселённой местности. Основное направление течения — север.

## Данные водного реестра
По данным государственного водного реестра России относится к Двинско-Печорскому бассейновому округу, водохозяйственный участок реки — Вычегда от города Сыктывкар и до устья, речной подбассейн реки — Вычегда. Речной бассейн реки — Северная Двина.
Код объекта в государственном водном реестре — 03020200212103000024624.